# Marti Kuusik
Marti Kuusik (* 4. Juli 1970) ist ein estnischer Unternehmer und Politiker. Er gehört der rechtspopulistischen Partei Estnischen Konservativen Volkspartei (EKRE) an. Am 29. April 2019 trat Kuusik sein Amt als Minister für Außenhandel und Informationstechnologie der Republik Estland an. Nachdem Vorwürfe gegen ihn wegen angeblicher häuslicher Gewalt immer größer geworden waren, trat er bereits am nächsten Tag von seinem Amt zurück.

## Leben
Marti Kuusik schloss 1988 die Schule in Rakvere ab. Anschließend studierte er bis 1992 Wirtschaftsfächer an der Technischen Universität Tallinn.

### Wirtschaft
Zunächst war Kuusik in Rakvere bei der Ühispank beschäftigt. Von 1998 bis 2006 arbeitete er als Regionalleiter für Mittelestland bei der estnischen Hansapank. Von 2007 bis 2009 war er als selbständiger Unternehmer tätig. Von 2010 bis 2013 arbeitete Kuusik als Regionalleiter für den Versicherungskonzern ERGO, bevor er von 2013 bis 2018 das Sportzentrum der Stadt Rakvere leitete. 2018/2019 war er für das Luftüberwachungsunternehmen Threod Systems tätig.

### Politik
Marti Kuusik war seit 2009 Mitglied im Stadtrat von Rakvere. Er schloss sich Anfang April 2019 der rechtspopulistischen Partei EKRE an, die bei der Parlamentswahl im vorangegangenen Monat 17,8 Prozent der Stimmen gewonnen hatte. Ministerpräsident Jüri Ratas von der Zentrumspartei bildete nach schwierigen Koalitionsverhandlungen am 29. April 2019 eine Regierungskoalition seiner Partei mit der EKRE und der konservativen Partei Vaterland (Isamaa).
Die Ernennung Kuusiks zum Minister war besonders umstritten, da ihm schwere häusliche Gewalt gegen seine damalige Ehefrau vorgeworfen wurde. Staatspräsidentin Kersti Kaljulaid, die der Einbeziehung der EKRE in die Regierung kritisch gegenübersteht, verließ bei der Vereidigung Kuusiks vor dem Parlament (Riigikogu) demonstrativ den Plenarsaal.
Bereits am 30. April trat Kuusik aufgrund des öffentlichen Drucks von seinem Ministeramt zurück., bestritt aber die Vorwürfe. Er war mit einer Amtszeit von dreißig Stunden der bislang am kürzesten amtierende Minister der Republik Estland. Am 16. Mai wurde seine Parteikollegin Kert Kingo als Nachfolgerin vereidigt.
Ende Mai 2019 reichte Kuusik Klage vor dem Verwaltungsgericht Tallinn ein, da ihm die estnische Staatskanzlei die Auszahlung des Überbrückungsgelds für ausscheidende Minister verweigerte.

### Privates
Marti Kuusik ist geschieden. Er hat zwei Söhne und eine Tochter.